# 兵庫県立ゆめさきの森公園
兵庫県立ゆめさきの森公園（ひょうごけんりつゆめさきのもりこうえん）は、兵庫県姫路市夢前町寺にある里山を利用した自然公園で、兵庫県の「自然活用型野外CSR事業」の4番目の公園。

## 概要

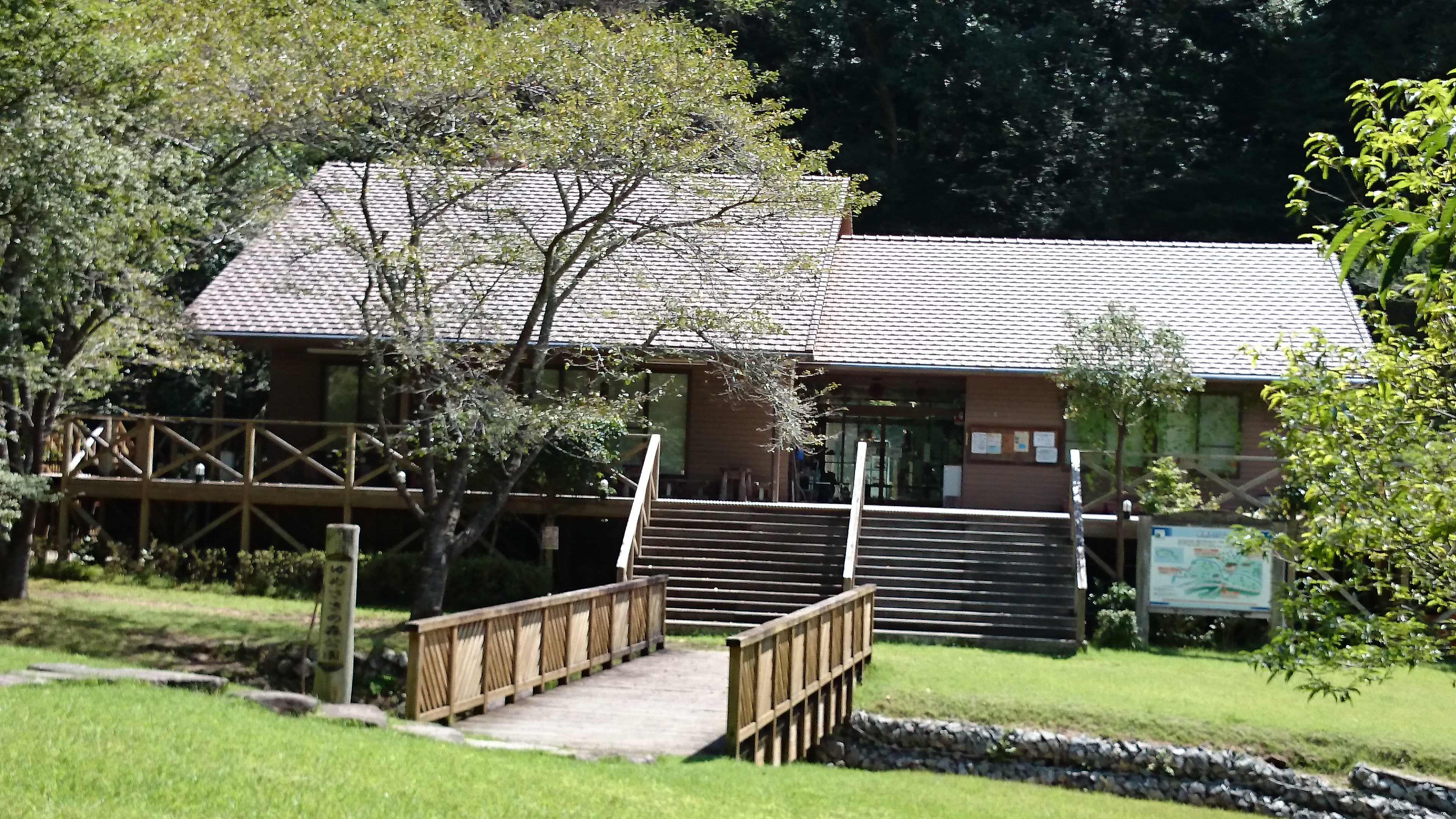
ゆめさきの森公園

兵庫県南西部の西播磨地区に位置し、姫路市夢前町寺地区の里山約180haを利用している。通宝寺池を中心に標高300ｍ前後の山稜に囲まれた緑と水があふれる里山を利用した公園。古来より地元の人々によって利用、維持されてきた里山のよさを見直し、再び忘れられていた里山をボランティア活動を中心に県民の手で守り育てるとともに、様々な活動を通じて里山に親しみ、学び、心の豊かさを求める場として整備された。
植生は、山麓にはスギ、ヒノキなどの人工林（針葉樹）が多く、テーダマツの林もあり、山腹から山稜にかけてはアカマツ、コナラやアベマキ、を中心とした雑木林が中心で、通宝寺池及び山麓部には貴重な植物、昆虫も確認されている。

サネカズラ（ビナンカズラ）やヤマノイモ、オオヒキヨモギ、ハグロソウ、シロバナキツネノマゴ、ヘクソカズラ、ナンバンギセル、ゲンノショウコなどかつてはどこにでも見られたが今は希少となりつつある植物が多くみられる。

## 森

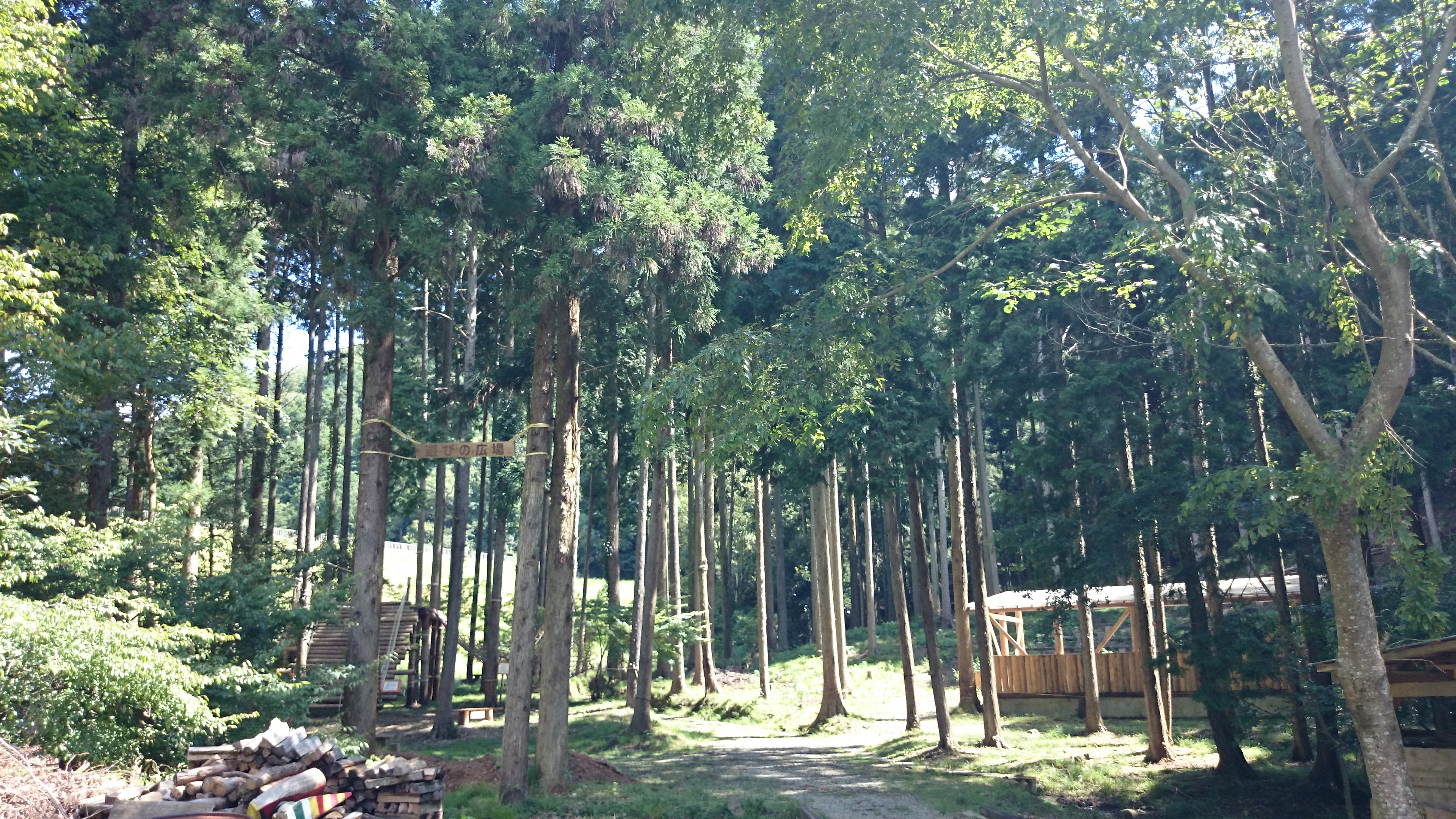
麓にはスギ、ヒノキの人工林が多い。

コナラ、アベマキを主体とした落葉広葉樹林でヤブツバキも多い。山麓にはスギ、ヒノキの人工林がある。通宝寺池東岸には遊歩道が設けられている。通宝寺池や渓流などの水辺には生物の種類が豊富。森の一部は公園の基本整備として手入れされているが、放置されている個所も多い。森の中にはかつての炭焼き窯も残り、山頂付近には岩山になっている個所もある。展望台からは通宝寺池と「育成の樹林」が見下ろせる。

## 施設
- 拠点施設 - プログラム実施などの拠点。
- 学びの広場（工作小屋） - 木工などの創作活動に利用される。
- 炭焼き窯 - 白炭が焼ける窯が設置される。
- 炊事棟 - 飯盒炊爨など野外料理ができる。
- 野鳥観察小屋 - 通宝寺池の野鳥が観察できる。

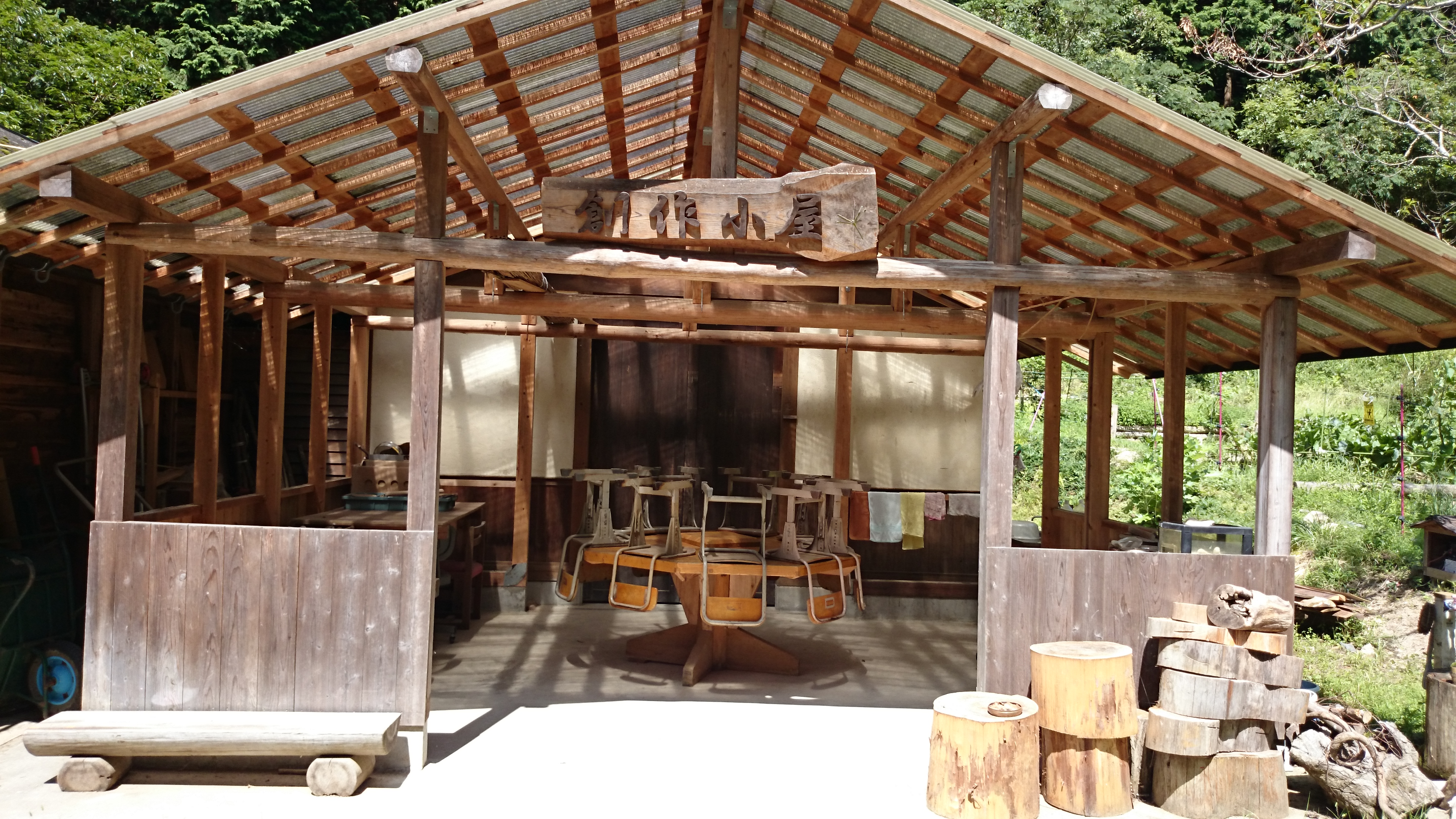
炊事棟
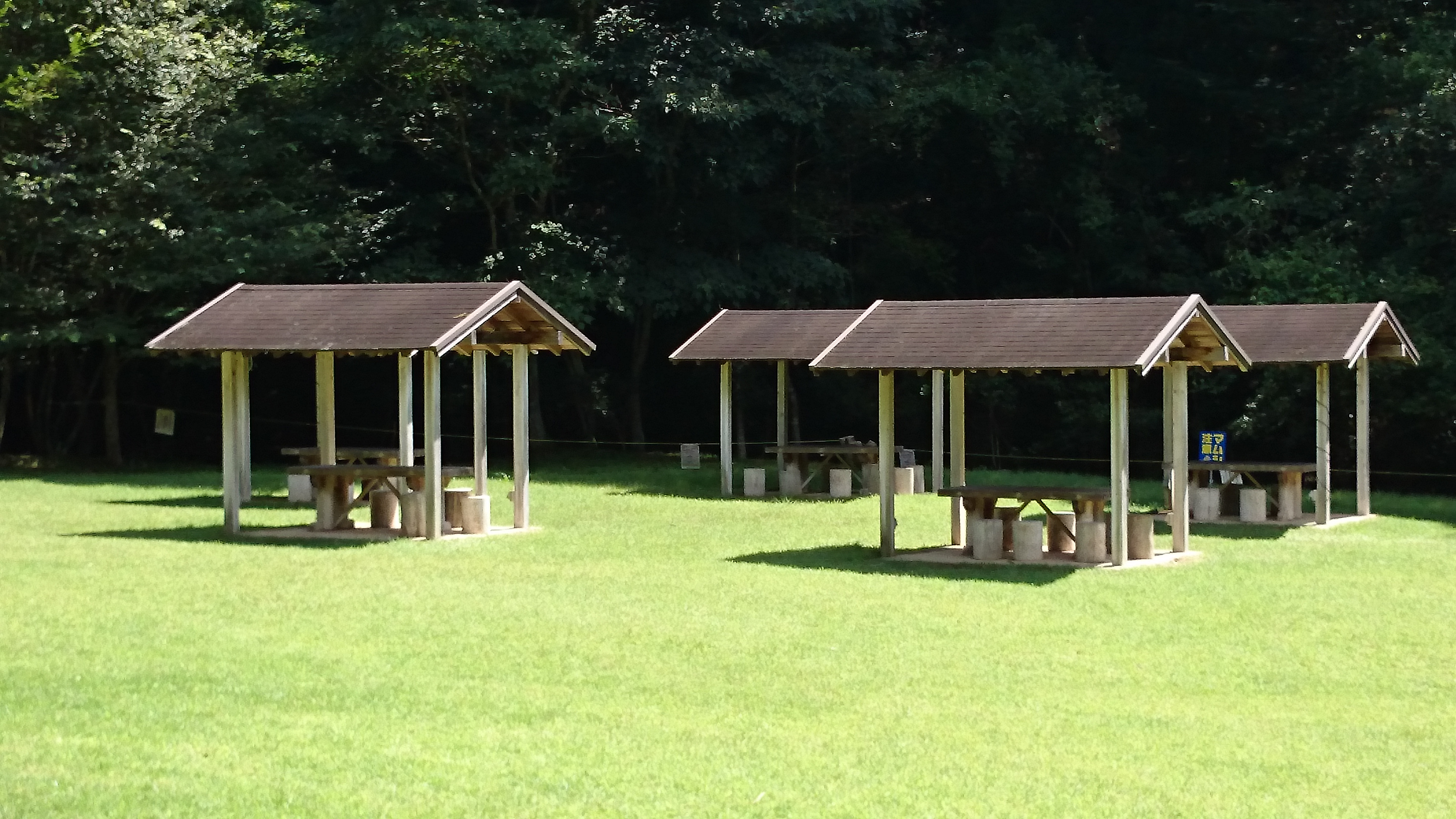
広場
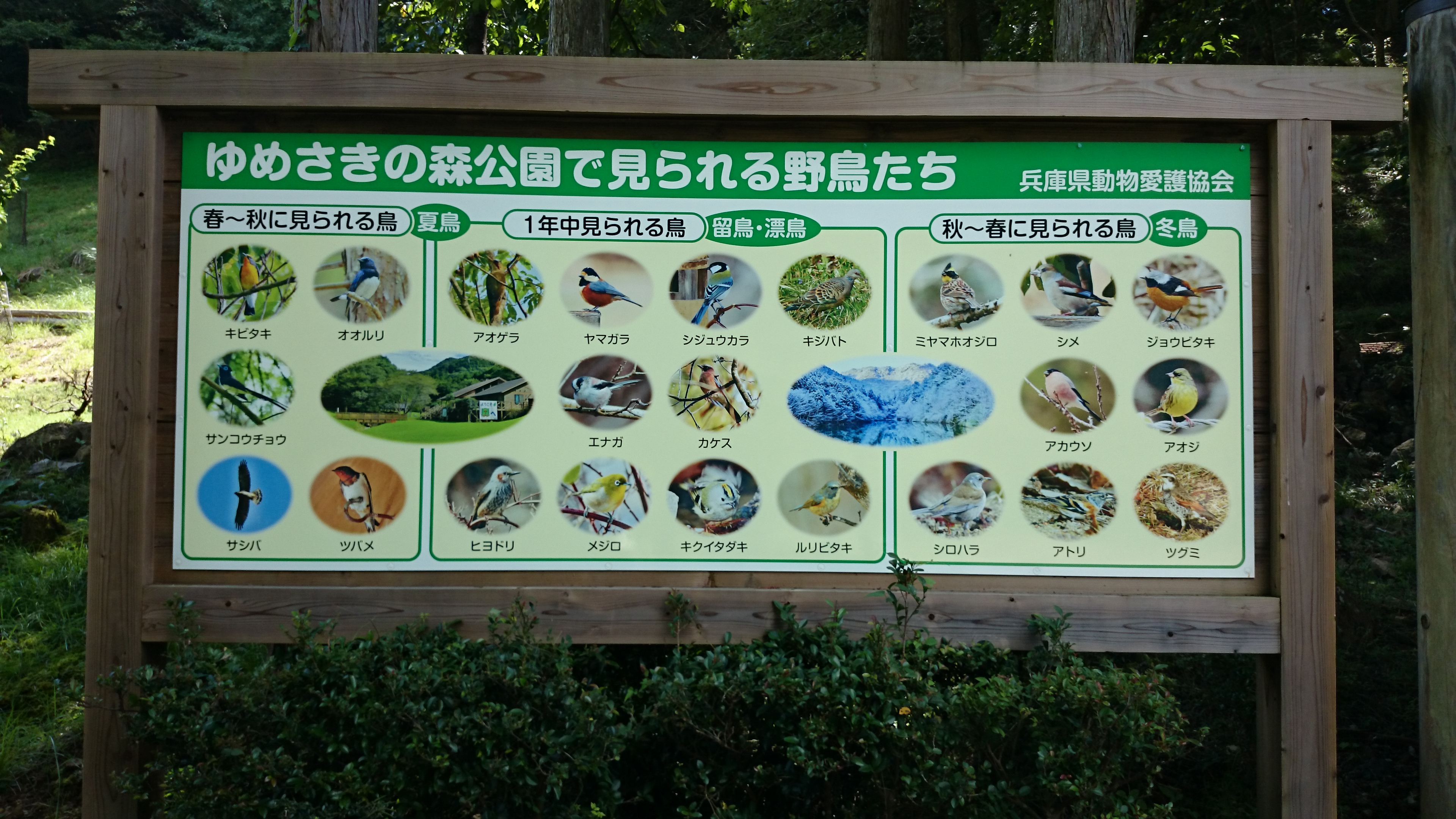
ゆめさきの森公園で見られる野鳥の種類
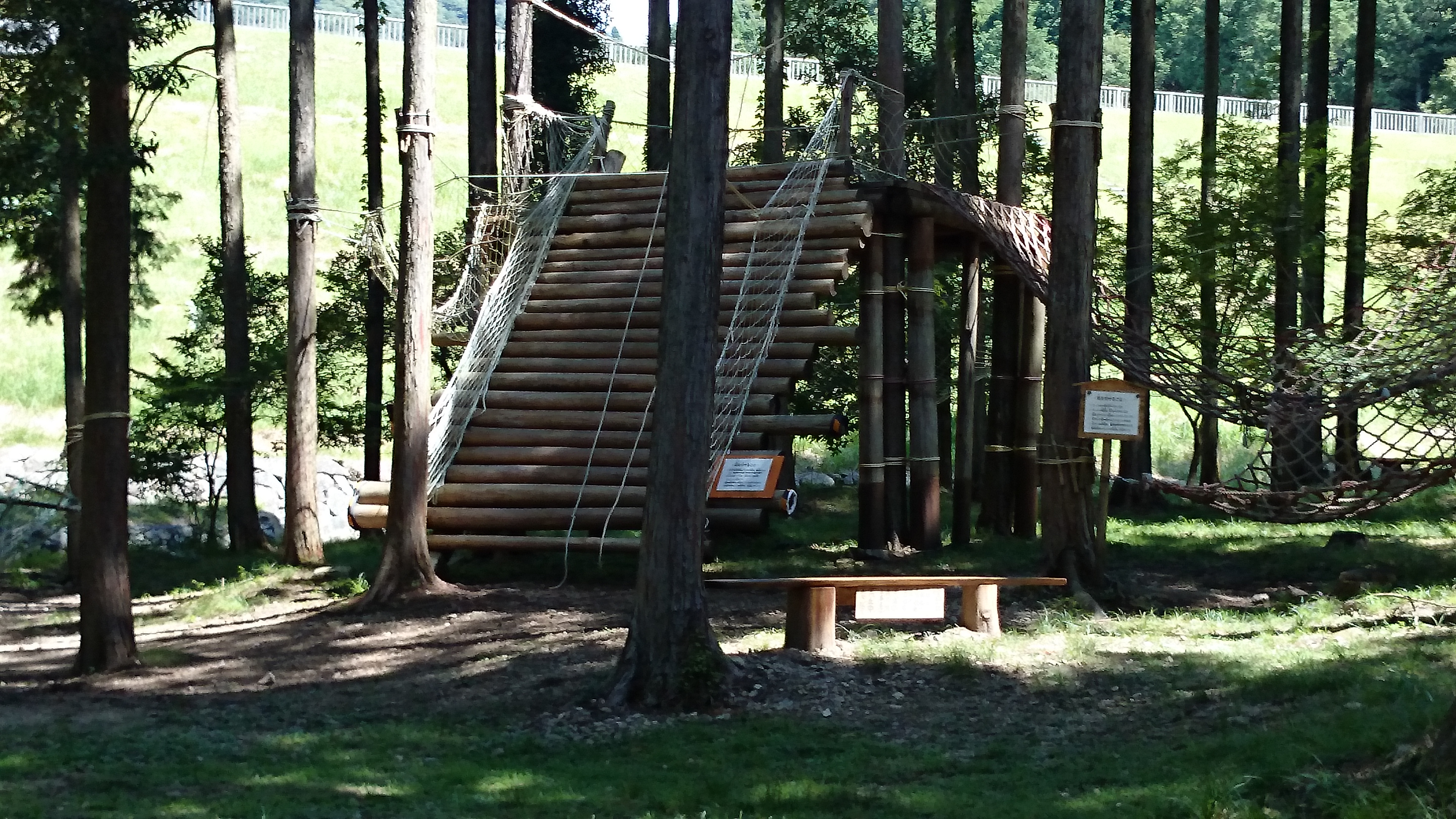
フィールドアスレチック

## 散策道
「全山縦走コース」をはじめ全部で9つのコースが設定されている。
- 「通宝寺池周回コース」（約1.5Km）
- 「テーダ松の道。通宝寺池東岸コース」
- 「展望台コース」（約2.0Km）
- 「神木の道～展望台コース」（約3.0Km）
- 「見晴らしの道コース」（約3.7Km）
- 「岩の山道コース」（約4.3Km）
- 「ツバキの道・ラクダの背道コース」（約3.8Km）
- 「ラクダの背道・古墳の道コース」（約4.8Km）
- 「全山縦走コース」（約7.0Km）

## 里山づくりボランティア
里山ボランティアスタッフを常時募集しており、メンバー自身が枝打ち、除間伐などの森づくりなどの保全活動を行いながら自然素材を利用したクラフト、自然観察会などを行うとともに、一般を対象としたこれらのプログラムの企画・運営を行う。

## 所在地
〒671-2116
兵庫県姫路市夢前町寺2160-2

## 交通アクセス
バス
- JR姫路駅から神姫バス「前之庄」「山之内」行き。「又坂」下車徒歩約40分。

自動車
- 中国自動車道「福崎インターチェンジ」から約30分。
- 山陽自動車道「山陽姫路西インターチェンジ」から約20分
- 姫路バイパス「中地ランプ」から約40分。「姫路西ランプ」から約30分。

入園料・駐車場:無料

## テレビ紹介
- 2015年8月2日 「ひょうごワイワイ」「特集」[2]。

## 周辺情報
- 塩田温泉
- しそうよい温泉
- 雪彦温泉
- 雪彦山
- 夢前川
- 置塩城跡